# Mizinga Melu
Mizinga Melu là một nữ doanh nhân, kế toán, và giám đốc ngân hàng người Zambia. Bà là Giám đốc điều hành hiện tại của Ngân hàng Barclays Zambia, có hiệu lực từ tháng 2 năm 2017, có trụ sở tại Lusaka, thủ đô và là thành phố lớn nhất của nước này.
Trước nhiệm vụ hiện tại, bà là Giám đốc điều hành và CEO của Barclays Africa Management, chịu trách nhiệm giám sát "phát triển mối quan hệ của các bên liên quan với chính phủ, nhà quản lý, Ban và khách hàng" trong các công ty con trên lục địa châu Phi, bên ngoài Nam Phi. Tất cả các giám đốc điều hành của Tập đoàn Barclays Africa, bên ngoài Nam Phi, đều báo cáo trực tiếp cho bà. Bà nhậm chức vào ngày 1 tháng 10 năm 2014. Trước đó, bà là Giám đốc điều hành của Ngân hàng Thương mại Quốc gia (Tanzania). Bà được bổ nhiệm vào vị trí đó vào tháng 3 năm 2013, và đảm nhận chức vụ vào ngày 20 tháng 5 năm 2013. Trước đó, bà là Giám đốc điều hành và Giám đốc điều hành của Ngân hàng Standard Chartered Zambia, từ tháng 1 năm 2008 đến tháng 5 năm 2013.

## Tổng quan
Melu là người Zambia đầu tiên và là người phụ nữ đầu tiên nắm giữ chức vụ Giám đốc điều hành tại Ngân hàng Standard Chartered Zambia và trong nhiệm kỳ của bà, là nữ giám đốc điều hành duy nhất tại 13 nước châu Phi, nơi Ngân hàng Standard Chartered duy trì các chi nhánh.